# Ganiyu Shittu
Ganiyu Aremu Shittu (* 22. Dezember 1979 in Lagos) ist ein ehemaliger nigerianischer Fußballspieler.

## Karriere

### Nigeria
Shittu startete seine Fußballerkarriere als Jugendspieler des Olubodun FC auf dem Evans Square in dem Bezirk Ebute Meta von Lagos Mainland. In der Saison 1995/1996 spielte er für Eagle Cement in Port Harcourt.

### Deutschland
1997 gelangte er zu Fortuna Düsseldorf, mit der er 1999 aus der 2. Bundesliga abstieg. Zur Rückrunde im November 2000 wurde er für die restliche Saison an den Ligakonkurrenten SG Wattenscheid 09 verliehen, ehe er nach dem Saisonende nach Düsseldorf zurückkehrte.

### Österreich
Nachdem er 2002 mit den „Flingeranern“ aus der Regionalliga abgestiegen war, entschied sich Shittu für einen Wechsel nach Österreich. Dort schloss er sich dem 1. FC Vöcklabruck an und spielte zunächst in der fünftklassigen Landesliga. 2004 gelang ihm mit der Mannschaft der Aufstieg in die Oberösterreich-Liga, in der er in 22 Spielen 12 Tore erzielte. Vöcklabruck wurde in der neuen Spielklasse erneut Meister und stieg 2005 in die drittklassige Regionalliga auf. Shittu entschied sich jedoch, in der Oberösterreich-Liga zu bleiben, und wechselte zum Lokalrivalen Union Vöcklamarkt. Bis zu seinem Karriereende im Jahr 2009 absolvierte er dort 63 Spiele und erzielte 24 Tore.

## Erfolge
1. FC Vöcklabruck
- Meister der Landesliga (V) und Aufstieg in die Oberösterreich Liga: 2004
- Meister der Oberösterreich-Liga (IV) und Aufstieg in die Regionalliga: 2005

Nigeria
- Viertelfinale Junioren-Weltmeisterschaft: 1999